# حرب شلسفيغ الثانية
حرب شلسفيغ الثانية أو الحرب الألمانية الدنماركية (بالألمانية: Deutsch-Dänischer Krieg؛ بالدنماركية: 2. Slesvigske Krig) الصراع العسكري الثاني الناتج عن قضية شلسفيغ هولشتاين. اندلعت في الأول من فبراير عام 1864 بعبور القوات البروسية للحدود إلى داخل شلسفيغ.
حاربت الدنمارك كل من بروسيا والنمسا. وكحال حرب شلسفيغ الأولى (1848-1851) خيضت هذه الحرب من أجل السيطرة على الدوقيات إثر نشوء نزاع على خلافة دوقيتي هولشتاين ولاونبورغ حين الملك الدنماركي دون وريث مقبول لدى الاتحاد الألماني. برز الخلاف الحاسم بصدور دستور نوفمبر، والذي يضم دوقية شلسفيغ إلى المملكة الدانمركية في انتهاك لبروتوكول لندن لعام 1852 والموقع بعد الحرب الأولى.
كان سببا الحرب هما: الخلافات العرقية في شلسفيغ، والتعايش بين أنظمة سياسية متصارعة داخل الدولة المركزية الدنماركية.
انتهت الحرب في الثلاثين من أكتوبر عام 1864، عندما قضت معاهدة فيينا بتنازل الدنمارك عن دوقيات شلسفيغ وهولشتاين وساكسونيا لاونبورغ إلى بروسيا والنمسا. وكان هذا آخر صراع تنتصر فيه الإمبراطورية النمساوية/النمساوية المجرية في تاريخها.